# 387P/Boattini
387P/Boattini, désignée provisoirement P/2008 Y1 (Boattini) et P/2019 R1 et officieusement Boattini 3[réf. nécessaire], est une comète périodique du système solaire appartenant à la famille des comètes de Jupiter. Elle a été découverte le 22 décembre 2008 par l'astronome italien Andrea Boattini avec le télescope de Schmidt de 68 centimètres de l'Observatoire Steward, de l'Université de l'Arizona, situé au mont Bigelow, dans le cadre du Catalina Sky Survey. C'est la septième comète découverte par Boattini.